# スクリーミング・ブラッディ・マーダー
『スクリーミング・ブラッディ・マーダー』 (Screaming Bloody Murder) は、2011年3月29日（日本盤は2011年4月6日に延期）に発売されたSum 41の5枚目のスタジオ・アルバム。

## 概要
4thアルバムから4年ぶりとなるスタジオ・アルバムである。当初は2010年の夏に発売予定だったが、デリック・ウィブリーがSummer Sonic 2010のために来日した時に、大阪のバーで暴行事件に遭いアルバム発売が延期になった。また、デリック・ウィブリーがアヴリル・ラヴィーンと離婚してから初のアルバムである。デラックスエディションには、「アナーキー記念日 (Anniversary Of Anarchy) 」と題された、バンドメンバーのインタビュー、ライヴやバックステージの映像、さらには先述した暴行事件の記録など、来日時の模様を収録したDVDが付属される。

## 収録曲
作曲はデリック・ウィブリー。
1. Reason To Believe
2. Screaming Bloody Murder
3. Skumfuk
4. Time For You To Go
5. Jessica Kill
6. What Am I To Say?
7. Holy Image Of Lies
8. Sick Of Everyone
9. Happiness Machine
10. Crash
11. Blood In My Eyes
12. Baby You Don't Wanna Know
13. Back Where I Belong
14. Exit Song
15. Reason To Believe (Acoustic)  （ボーナス・トラック）
16. We're The Same （ボーナス・トラック）